# Яжинце (Косово)
Яжинце (на албански: Jazhincë; на сръбски: Јажинце) е село в Косово, разположено в община Щръбце, окръг Феризово. Намира се на 1044 метра надморска височина. Населението според преброяването през 2011 г. е 162 души, от тях: 159 (98,14 %) сърби и 3 (1,85 %) албанци.

## Население
Численост на населението според преброяванията през годините:
- 1948 – 572 души
- 1953 – 612 души
- 1961 – 673 души
- 1971 – 709 души
- 1981 – 731 души
- 1991 – 644 души
- 2011 – 162 души